# Hoplitis semirubra
Hoplitis semirubra är en biart som först beskrevs av Cockerell 1898.  Hoplitis semirubra ingår i släktet gnagbin, och familjen buksamlarbin. Inga underarter finns listade i Catalogue of Life.